# CD66c
Carcinoembryonic antigen-related cell adhesion molecule 6 (synonym auch CEACAM6, CD66c) ist ein Oberflächenprotein und Zelladhäsionsmolekül aus der Immunglobulin-Superfamilie.

## Eigenschaften
CD66c ist eines von zwölf Vertretern der CEACAM. CD66c ist glykosyliert und besitzt einen GPI-Anker.